# Motu Patlu
Motu Patlu es una serie de televisión de comedia animada india escrita por Niraj Vikram para Nickelodeon India. La serie es producida por Cosmos-Maya Studios y Viacom 18; consiste en una adaptación de la tira cómica Lotpot. Se estrenó el 16 de octubre de 2012. Se centra en dos amigos, Motu y Patlu, que viven en una ciudad ficticia llamada Furfuri Nagar (aunque más adelante vivan en Modern City); actualmente viven en New Modern City.
Motu Patlu está dirigido por Suhas Kadav y producido por Deepa Sahi y Anish J.S. Mehta. El tema principal del programa, «Motu Aur Patlu Ki Jodi», está compuesto por Sandesh Shandilya y cantado por Sukhwinder Singh. Es uno de los espectáculos infantiles más populares de la India.

## Sinopsis
La historia gira en torno a Motu y Patlu, dos amigos que viven en Furfuri Nagar, y sus actividades diarias, así como problemas emergentes y situaciones cómicas, de los que luego son rescatados por suerte. Las samosas son la comida favorita de Motu, y con frecuencia intenta robárselas a un pequeño comerciante llamado Chaiwala que hace las mejores samosas del pueblo. Motu es el que principalmente crea problemas sin querer debido a su incompetencia, mientras que Patlu es el inteligente que trata de detenerlo. Los personajes recurrentes incluyeron a Ghasitaram, Dr. Jhatka y Chingum. Ghasitaram ocasionalmente los desvía y los estafa haciéndolos probar el vasto repertorio de artilugios del Dr. Jhatka. Después de que Motu come samosas, gana temporalmente más energía y fuerza de la que normalmente tiene. Motu Patlu viven en una choza, si bien en la versión más nueva viven en un piso llamado Apartamento Furfuri.
El principal antagonista de la serie es un criminal llamado «John the Don» (conocido brevemente y muy famoso como John) que está acompañado por sus dos secuaces grandes pero débiles y tontos, el Número 1 y el Número 2 que roban la mayoría del dinero y joyas de la gente y crear estragos en Furfuri Nagar. John tiene la intención de convertirse en don, pero sus planes siempre fallan debido a las heroicas acciones de Motu y Patlu, quienes lo atrapan y lo exponen a él y a sus planes toma y daca. En algunos episodios, John intenta hacerles daño robando el dispositivo más nuevo del Dr. Jhatka y usándolo contra Motu y Patlu, pero finalmente logran detenerle.
En los episodios posteriores, comenzaron a vivir en Modern City, donde se introdujeron algunos personajes nuevos.

## Personajes

### Personajes principales
- Motu: Motu es un hombre gordo al que le encanta comer samosas que aumentan drásticamente su poder, dándole la capacidad de derrotar a sus rivales normalmente superiores. Las samosas también aumenta su velocidad, fuerza, visión e inteligencia, lo que también le permite levantar rocas y vehículos. El mejor amigo de Motu es Patlu. A menudo se mete en problemas debido a sus acciones torpes. Siempre está buscando la forma más fácil de ganar dinero, divertirse y comer muchas samosas. A veces se vuelve demasiado expresivo mientras celebra su victoria y puede hacer algo muy tonto, como traer de vuelta al presente a un pirata que habían enviado al pasado. También se le muestra presumiendo de cosas que nunca ha hecho. Es un hombre de buen carácter que quiere ayudar a los demás, desafortunadamente él también puede ser engañado fácilmente por ellos, especialmente por John. Aunque no es hábil en ningún trabajo, intenta trabajar con Patlu como guardias, limpiadores, repartidores, etc. pero crea problemas y es despedido de aquellas empresas en las que él y Patlu trabajaban. Tiene calvicie en la cabeza pero tiene pelo junto a las orejas; también tiene bigote. Viste una túnica roja con un chaleco azul (en su mayoría negro), pijama y zapatos amarillos. Su acento parlante está influenciado por Dara Singh. Se le representa extremadamente temeroso de los ratones. En la película Motu Patlu in Alien World, fue separado de su padre cuando tenía entre 6 y 7 años. Se cree que su padre fue secuestrado por extraterrestres del planeta Axar durante su búsqueda de formas de vida extraterrestre en el universo. Su muletilla es «¡Khaali pet mere dimaag ki batti nahi chalti tum hi kuch karo!» (que significa «¡Haz algo, no puedo pensar con el estómago vacío!»).

En los episodios más nuevos, su túnica presenta rayas verticales granate.
- Patlu: Patlu es un hombre delgado que actúa como uno de los protagonistas centrales del programa. A menudo se le presenta como el tipo más inteligente de la ciudad, sin embargo, a menudo se mete en muchos problemas con Motu. No le gustan las samosas pero le gusta leer los periódicos. También se cree que su abuelo fue campeón de boxeo y tenía una receta para adquirir una fuerza extraordinaria. Él no es fuerte. Puede vencer a John cuando está solo, pero los criminales fuertes o los matones de John lo golpean, especialmente el Número 1. Tiene la cabeza calva y una trenza . Viste una túnica amarilla con polainas naranjas, gafas con montura marrón y zapatos marrones. Sus muletillas son «Idea!» y «¡Motu kuch karo!» («¡Motu, haz algo!»).

En los episodios de Modern City y Europe Tour, su atuendo cambia a una túnica amarilla con una raya azul curvada a la izquierda y calzas azules.
- Inspector B. Chingum: B. Chingum es un inspector de policía . Él cree que ningún criminal puede escapar de él, sin embargo, logra atraparlos principalmente con la ayuda de Motu y Patlu. Un devoto de Rajinikanth con un fuerte acento del sur de la India, Chingum es un oficial de policía solícito. Se enorgullece del hecho de que ningún criminal puede escapar. Conduce tanto una motocicleta verde de la policía como un jeep. A veces es ayudado por dos agentes, Hera y Pheri. De la película Motu Patlu: Double Trouble, nos enteramos de que también está casado. Tiene un bigote que le llega hasta la base de la mandíbula y cabello castaño sedoso que le llega hasta la nuca. Chingum viste un uniforme de policía de color caqui con estrellas e insignias que lo decoran y una etiqueta con su nombre, con una gorra de policía. También suele llevar gafas de sol. En los episodios anteriores, usa un pañuelo azul con puntos blancos en la muñeca izquierda, que fue reemplazado por un Smart Watch GT08 en la última versión del programa. Cuando dice sus muletillas sale disparado hacia arriba, unos cocos le caen sobre la cabeza y lo hace caer al suelo. Puede disparar cocos desde cualquier lugar, incluso desde la Antártida y la luna. En algunos episodios se le muestra que ocasionalmente ordena que caigan cocos sobre los enemigos, para detener a Motu Patlu, etc. Le gusta comer comida del sur de la India, como idli, dosa, sambhar, vada y chutney de coco.

Tiene una nueva estación de policía en los nuevos episodios. En la gira europea conduce una scooter verde.
- Ghasitaram : Ghasitaram es cobarde y, a menudo, afirma tener veinte años de experiencia en varias cosas, pero solo unas pocas de las experiencias son útiles para los demás. Lo refieren como bengalí; Proviene de Ghatal ubicado en Midnapore Occidental, en Bengala Occidental. Al igual que el Dr. Jhatka, sus llamadas «experiencias de 20 años» a menudo causan problemas a otras personas, especialmente a Motu y Patlu. Sin embargo, Motu y Patlu le piden ayuda en ciertos episodios. También es el asistente de laboratorio del Dr. Jhatka. Ghasita también ayuda al Dr. Jhatka con experimentos y convence a Motu y Patlu para que prueben los inventos del Dr. Jhatka. Su diseño es una versión paralela de Patlu. Viste túnica azul cobalto, dhoti morado, chaleco marrón oscuro y zapatos del mismo color.

Más tarde, cuando comenzaron a vivir en Ciudad Moderna y cuando comenzaron a recorrer Europa, viste una túnica color melocotón, un chaleco verde oliva y calzas marrones.
- Doctor Jhatka: El Doctor Jhatka es un científico excéntrico. En algunos episodios más antiguos se le mostró como dentista. Su acento es como Sardar, por lo que se le conoce como punyabí. Sus invenciones suelen ser muy impresionantes, pero son de poca utilidad para la gente del pueblo. A menudo mete a alguien en problemas. Conduce un coche volador amarillo. Jhatka es conocido por su línea de cabello reducida, camisa verde, corbata violeta, jeans azules y zapatos negros con correa verde oliva. Se muestra que su abuelo es un millonario que busca el paradero de su nieto en Furfuri Nagar; su diseño es una versión paralela de Motu. A veces prueba sus dispositivos en Motu y Patlu sin decirles de antemano sus efectos. Podría ser derrotado por el Número 1. En algunas películas y casi todos los episodios, Motu Patlu y otros lo golpean por no recordarles sus dispositivos, especialmente su casco volador.

En los episodios más nuevos, viste una camisa amarilla con estampados orientales florales blancos, una corbata verde, un bléiser a cuadros violeta y pantalones marrones que pronto fueron reemplazados por un par de pantalones de mezclilla. Dentro de su laboratorio, usa un par de gafas, una camisa blanca, un par de pantalones azul turquesa y un par de botas. Viste la misma ropa que usan los científicos. Tiene un vehículo volador rojo en el viaje a Europa.
- Boxer: Boxer es vecino de Motu y un hombre agresivo. Usa guantes de boxeo rojos, una camiseta sin mangas blanca y pantalones cortos rojos con rayas amarillas verticales. El texto "BOXER" está escrito en rojo con un contorno naranja en la parte posterior de su camisa. A veces, también usa una camisa negra con jeans. Su entrenador de boxeo es el Sr. Thakur. Boxer quiere ayudar a sus vecinos, pero se enoja y termina golpeándolos. Es muy fuerte y puede atravesar paredes y golpear a las personas con tanta fuerza que se van a las nubes. No es tan rápido y puede ser engañado. Motu podría vencerlo si come samosas. Se le muestra que no es un buen padre y no puede hacer que su hijo, Sunny, se duerma. En «Judwa Boxer», se aclara que también tiene un hermano cobarde que luego se vuelve lo suficientemente valiente como para liberarlo del cautiverio de Motu y Patlu. Su verdadero nombre es Raju, como se muestra en el episodio «Motu Mobile» cuando llama a su madre en Estados Unidos. Comparte un buen vínculo con Chingum y, a menudo, forma equipo con él para vencer a Motu y Patlu.

En los episodios más nuevos, usa una sudadera con capucha verde con rayas negras, pantalones de mezclilla azul y zapatos verdes.
- John: John es el principal antagonista del programa. La ambición de John es convertirse en Don. Su muletilla es «Mwah-ha-ha-ha! John banega Don, John banea Don!». Sus planes siempre fallan estrepitosamente y, por lo tanto, termina siendo arrestado o siendo objeto de burlas por parte de otras personas. Dice algunos poemas cortos. Al contrario de los ladrones normales, no le teme a Chingum, sino a Motu y Patlu. Es regordete y de tamaño bajo y enfrenta discriminación por eso. Es un autor intelectual del robo y también tiene una pistola. Puede engañar a Motu y a otras personas. También es muy bueno en la mímica y el disfraz. Pero es menos inteligente que Patlu. Viste una camisa de vestir azul con estampados florales azul oscuro, camiseta amarilla, cinturón marrón, pantalones azul oscuro con puños azules y zapatos marrones. Tiene tres cadenas de oro alrededor de su cuello, una J escrita en su relicario y ocho anillos en todos sus dedos excepto en los pulgares. Tiene un lunar negro en la mejilla izquierda. Siempre le gusta robar dinero de los bancos y joyas de las joyerías. Tiene una furgoneta. Según el episodio «Motu the Radio Jockey», John estaba interesado en robar desde la infancia y comenzó a robar en la casa de alguien, luego le robó chocolate a una niña, después comida de restaurantes, etc.

En los episodios más nuevos, usa una camisa azul con múltiples patrones, una camiseta amarilla, pantalones morados y botas azules y tiene una casa para vivir en el bosque donde vive. Puede esconder su dinero robado y joyas robadas en su propia casa.
- Número 1: Es el matón de John, que actúa como uno de los antagonistas secundarios. Le gustan y aprecia los poemas cortos de John, pero John lo golpea a cambio. Tiene ideas brillantes para atrapar a Motu y Patlu pero cada vez que se lo dice John dice que su idea es mala y le gana, diciendo que tiene un plan mejor pero repite el mismo. Aunque respeta a John, siempre es el primero en ser golpeado por él. Viste un sombrero azul de cuadros franceses, una camisa a rayas magenta, pantalones de mezclilla y un corbatón amarillo.

En los episodios posteriores, viste una camisa verde en zig-zag, una corbata y boina roja, y zapatos de color marrón oscuro.
- Número 2: Es el matón de John que rara vez habla. Tiene una marca oscura en su único ojo y un vendaje en su nariz de gran tamaño. Sin embargo, en la nueva versión, no hay una marca oscura en uno de sus dos ojos ni un vendaje en la nariz. Tiene cabello castaño oscuro, viste una camisa a rayas cian, un corbatón aguamarina y pantalones de color marrón anaranjado.

En la versión posterior, viste una camisa a rayas moradas, una corbata verde claro, pantalones verdes y zapatos rojos.
- Chaiwala: Chaiwala posee una tienda de té cerca de la casa de Motu, pero su verdadero hogar nunca se revela. Hace las samosas favoritas de Motu y el té favorito de Patlu en la ciudad, que Motu roba de la tienda en los episodios anteriores. Aunque a Chaiwala no le gusta que le roben la comida, ocasionalmente recompensa a Motu eximiéndolo de pagar el dinero que Motu le debe o incluso prometiéndole más samosas gratis cuando lo salva de otros residentes de Furfuri Nagar. Motu a veces es golpeado por no pagar a Chaiwala. Viste una camiseta blanca y lungui con una toalla sobre el cuello, que ocasionalmente usa para secarse el sudor.

Más tarde, en Modern City, usa un gorro y un uniforme de chef azul dorado y tiene una nueva tienda de té.

### Recurrentes
- Khopadi: Es un matón en las temporadas 10, 11 y 12, que siempre intenta derrotar a Motu Patlu. Fue presentado por primera vez en la película Motu Patlu Dino Invasion. Es el Don de Modern City; su vehículo es una ambulancia. Khopadi tiene más asistentes pero no se han mencionado sus nombres. A veces, se para en la ambulancia mientras uno de sus dos asistentes la conduce. El episodio en el que apareció por primera vez se llamaba «Trapped in Tower». También apareció en algunos de los episodios de la gira europea de Motu Patlu.
- Pappu-Haddi: Son dos asistentes de Khopadi.
- Skull: Es el hermano mayor de Khopadi e hizo su primera aparición en la película Motu Patlu Dino Invasion como un famoso cazador de África. Le gusta atrapar animales. También apareció en algunos de los episodios de la gira europea de Motu Patlu.
- Comisionado Bubblegum: Es el padre de Chingum y el comisionado de policía de Furfuri Nagar y las aldeas adyacentes. Una vez quedó impresionado con Motu y Patlu e incluso los reclutó en la policía como havildares, pero cuando descubrió que eran menos capaces de lo que pensaba, se molestó con ellos y los despidió de la fuerza policial. Recientemente se mudó a Modern City.
- Hera Singh: Es la primera havildar de Chingum. Siempre le dice a Chingum: «Aap to tope ho, Hindustan ki hope ho» («Eres un luchador, la mayor esperanza de la India»).
- Pheri Lal: Es el segundo havildar de Chingum. Él siempre comenta: «Usted es un gran señor, pero nació poco tarde, señor».
- Sabziwali: Sabziwali vende las mejores verduras de todo Furfuri Nagar. Motu también puede ser problemático para ella a veces y también le debe algo de dinero. Ella tiene un temperamento feroz y también puede castigar a Chingum a veces cuando sus persecuciones dañan sus vegetales de una forma u otra. Lleva un sari verde sobre una blusa negra.
- Mayor Singh: Es el alcalde de Furfuri Nagar, viste un abrigo y una camisa blanca con el pantalón de color del abrigo. A veces tiene una banda con el nombre de alcalde en su abrigo.
- Munni: Es la hermana de Motu que se muestra muy raramente en los episodios.
- Chotu: Es el sobrino de Motu, viste una camiseta verde con un pantalón rosa. A veces, usa una camisa marrón con pantalones amarillos.
- Badman: Es el hermano gemelo de John que también tiene dos matones. En el episodio «Dance Competition», tiene un lunar negro en la mejilla izquierda al igual que John, aunque en «Cross Connection» no lo tiene.
- Don Johnny: Es el hermano mayor de John. En el episodio «Motu Patlu Acchey Insaan», se lo ve atrapado, y en «John Ka Bhai Johnny», muy rico.
- Virus Scientist: Virus es un científico que siempre inventa algo para John. A cambio, le pide dinero a John, pero John de alguna manera lo engaña y se escapa. John usa sus dispositivos para probarlo y pone a Virus en problemas.
- Otros personajes adicionales son la madre de Chingum, Amma; su esposa, Dharti; y su tío, Troulegum.

## Ubicación
La serie está ambientada en una ciudad ficticia de Furfuri Nagar de la India. Es un pequeño pueblo pacífico pero glamoroso, a la vez noble y sórdido, junto a un río con algunas tiendas, una gran área de mercado, una estación de autobuses, un grupo de casas de una sola planta, templos y algunos lugares recreativos. La ciudad tiene tres o más bancos, tres o más joyerías, la estación de policía de Furfuri Nagar, la casa de Chingum, la casa de Boxer, la casa de Motu Patlu, el puesto de Chaiwala, la cárcel central de Furfuri Nagar, la parada de autobús, la guarida de John, el laboratorio del Dr. Jhatka y la casa de Ghasitaram. Hay algunas aldeas y algunas ciudades vecinas alrededor, como Kamalpur, Sursuri Nagar y Modern City. A pesar de ser un pueblo pequeño tiene su propio aeropuerto. No se menciona claramente dónde se encuentra exactamente la ciudad, pero la mayoría de los vehículos llevan números de matrícula que comienzan con "MH", que significa el estado de Maharashtra. La policía local viste uniformes de la policía de Maharashtra.
Sin embargo, en los episodios posteriores, se mudaron a Modern City por razones desconocidas. Un avance rápido que muestra nuevos episodios menciona las diferencias en su nueva configuración.
En los episodios posteriores, estuvieron de viaje por países de Europa. Algunos países europeos y ciudades que han visitado incluyen Pisa, Roma, Toscana, Londres y París. También visitaron Berlín, Top of Europe en Suiza, San Petersburgo, Salisbury y Jungfraujoch.
Pero ahora, en los episodios posteriores, están en un viaje a paraderos indios. En primer lugar, se transmitió digitalmente en Voot Kids el 12 de abril de 2021. Comenzó a transmitirse en Nickelodeon el 10 de mayo de 2021. Algunas ciudades indias de monumentos que han visitado incluyen el Taj Mahal, Puerta de la India (Bombay), Victoria Memorial (Calcuta), Qutub Minar (Delhi), Hawa Mahal (Jaipur), Plantación de té (Assam), Backwater (Kerela), Charminar (Hyderabad), Sea Link (Bandra), Rock Garden (Chandigarh), Grutas de Elefanta (Bombay), Bekal Fort (Kerela), Fuerte Rojo (Delhi) y Howrah Bridge (Calcuta).

## Producción

### Música
La música que aparece en la serie y la película está escrita por Sandesh Shandilya, un compositor de cine indio. El tema principal de la serie, «Motu Aur Patlu Ki Jodi», está escrito por Gulzar y cantado por el cantante de Bollywood Sukhwinder Singh en hindi.

## Películas
| N.º | Título                                                            | Fecha de estreno        |
| --- | ----------------------------------------------------------------- | ----------------------- |
| 1   | Motu Patlu In Wonderland!                                         | 10 de julio de 2013     |
| 2   | Motu Patlu - Mission Moon                                         | 25 de diciembre de 2013 |
| 3   | Motu Patlu Deep Sea Adventure                                     | 19 de mayo de 2014      |
| 4   | Motu Patlu Kung Fu Kings                                          | 23 de octubre de 2014   |
| 5   | Motu Patlu Khazaane Ki Race                                       | 26 de enero de 2015     |
| 6   | Motu Patlu Kung Fu King Returns                                   | 14 de junio de 2015     |
| 7   | Motu Patlu In Carnival Island                                     | 22 de octubre de 2015   |
| 8   | Motu Patlu 36 Ghantey Race Against Time                           | 25 de diciembre de 2015 |
| 9   | Motu Patlu In Alien World!                                        | 14 de febrero de 2016   |
| 10  | Motu Patlu In Double Trouble                                      | 29 de mayo de 2016      |
| 11  | Motu Patlu - King of Kings                                        | 14 de octubre de 2016   |
| 12  | Motu Patlu - The Invisible Plane                                  | 25 de diciembre de 2016 |
| 13  | Motu Patlu In Dragon World                                        | 26 de junio de 2017     |
| 14  | Kung Fu Kings 3: Motu Patlu In Hong Kong                          | 19 de octubre de 2017   |
| 15  | Motu Patlu In Octopus World                                       | 24 de diciembre de 2017 |
| 16  | Motu Patlu In The City Of Gold                                    | 29 de abril de 2018     |
| 17  | Motu Patlu Dino Invasion                                          | 24 de junio de 2018     |
| 18  | Kung Fu Kings 4: Motu Patlu And The Challenge Of Kung Fu Brothers | 21 de octubre de 2018   |
| 19  | Motu Patlu The Superheroes Vs Supervillains From Mars             | 26 de enero de 2019     |
| 20  | Motu Patlu And Robo Kids                                          | 26 de mayo de 2019      |
| 21  | Motu Patlu In The Game Of Zones                                   | 25 de diciembre de 2019 |
| 22  | Motu Patlu The Superheroes Vs Alien Ghost                         | 28 de junio de 2020     |
| 23  | Motu Patlu's Dangerous Road Trip In Switzerland                   | 25 de octubre de 2020   |
| 24  | Motu Patlu Vs Dr Destroyer                                        | 3 de enero de 2021      |
| 25  | The Secret Mission Of Motu Patlu                                  | 23 de mayo de 2021      |
| 26  | Motu Patlu - Planet Of No Return                                  | 27 de junio de 2021     |
| 27  | Motu Patlu In Toy World                                           | 31 de diciembre de 2021 |
| 28  | Kung Fu Kings 6: Motu Patlu & The Secret Of Devil's Heart         | 29 de mayo de 2022      |

## Merchandising y promoción
Desde el inicio de la serie de televisión, sus creadores, la revista Lotpot, Maya Digital Studios y Nickelodeon India han promocionando asiduamente su merchandising y productos de la serie.
En marzo de 2014, Nick India se asoció con la marca de chips Yellow Diamond para promocionar sus productos en varios medios. En noviembre de 2014, Horlicks firmó un acuerdo importante para la promoción de su marca con los personajes de la serie en sus anuncios de marketing.

## Historial de transmisiones
| País      | Organización         | Año de estreno |
| --------- | -------------------- | -------------- |
| India     | Nickelodeon India    | 2012           |
| India     | Nick HD +            | 2015           |
| India     | Colors Rishtey       | 2016           |
| Bangladés | Televisión Maasranga | 2015           |
| Indonesia | Indosiar             | 2014           |
| Indonesia | Kompas TV            | 2015           |
| MENA      | Nickelodeon Arabia   | 2018           |
| Nepal     | NTV Plus             | 2015           |
| Pakistán  | Nickelodeon Pakistán | 2015           |
| Sri Lanka | TV Derana            | 2016           |